# Копани (Ростовская область)
Копани — хутор в Неклиновском районе Ростовской области.
Входит в состав Советинского сельского поселения.

## Население
| 2010 |
| ---- |
| 175  |

## Улицы
- пер. Благодатный,
- ул. Металлургическая,
- ул. Шевченко.